# Совет сирийского революционного командования
Совет сирийского революционного командования (араб. مجلس قيادة الثورة السورية‎, Majlis Qiyādat ath-Thawra as-Sūriyya) — альянс 72 оппозиционных групп, созданный во время гражданской войны в Сирии 3 августа 2014 года с целью сохранения единства и координации действий между различными группировками. Прекратил деятельность в конце 2015 года.